# Naka (Tokushima)
Naka (那賀町 Naka-chō?) es un pueblo localizado en la prefectura de Tokushima, Japón. En junio de 2019 tenía una población estimada de 7.549 habitantes y una densidad de población de 10,9 personas por km². Su área total es de 694,98 km².

## Geografía

### Localidades circundantes
- Prefectura de Tokushima
  - Anan
  - Kaiyō
  - Kamikatsu
  - Kamiyama
  - Katsuura
  - Mima
  - Minami
  - Miyoshi
- Prefectura de Kōchi
  - Aki
  - Kami
  - Umaji

## Demografía
Según los datos del censo japonés, esta es la población de Naka en los últimos años.
| 1995   | 2000   | 2005   | 2010  | 2015  |
| ------ | ------ | ------ | ----- | ----- |
| 12.572 | 11.893 | 10.695 | 9.318 | 8.402 |